# La Savanne (Mayaro-Rio Claro)
La Savanne es una localidad de Trinidad y Tobago, que forma parte de la región de Mayaro-Rio Claro.

## Geografía
La localidad abarca parte de la isla Trinidad y limita al norte con Grand Lagoon, al sur y oeste con Guayaguayare y al este con el Atlántico.

## Demografía
Datos demográficos de la localidad de La Savanne:
| Gráfica de evolución demográfica de La Savanne entre 2000 y 2011 |
|                                                                  |